# Дукельський Володимир Олександрович
Дукельський Володимир Олександрович, гетеронім Вернон Дюк (англ. Vernon Duke, 7 жовтня 1903, станція Парафьяново, Віленська губернія — 19 січня 1969 Санта-Моніка, Каліфорнія) — американський (громадянство США з 1939 року) композитор білоруського походження. Також поет і літератор. Автор багатьох академічних творів у різних жанрах, Дукельский (Дюк) найбільш відомий своїми популярними піснями 1930-х років — «April in Paris» (1932), «Autumn in New York» (1934) і «I can not get started» (1936), що стали світовими джазовими стандартами.

## Життя і творчість
У дитинстві жив на Уралі і в Криму, потім, після смерті батька, у Києві. Походив зі спадкової білоруської шляхти, був родичем Багратіона (через матір батька, княжну Д. Г. Туманову).
У 1910-і роки відвідував класи в Київській консерваторії, навчаючись фортепіано у Б. Л. Яворського, а композиції — у Р. М. Глієра. У 1918 році був зарахований до консерваторії, проте вже в кінці 1919 року, напередодні здачі міста Добровольчою армією, сім'я Дукельського покинула Київ і в 1920 році прибула в окупований військами Антанти Константинополь, звідки в 1921 році й перебралася до США. У Константинополі Дукельский написав перші самостійні музичні твори й оголосив (разом з Б. Ю. Поплавським) про відтворення Цеху поетів. 
У Нью-Йорку Дукельский продовжував складати музику (увертюра до драми Гумільова «Гондла» була виконана 31 січня 1923 року в Карнегі-Холі) і вірші в наслідування акмеїстам і футуристам, а також пробував сили в жанрі популярних пісень, які за порадою Джорджа Гершвіна почав підписувати творчим гетеронімом (або псевдонімом) Vernon Duke, який став офіційним американським ім'ям композитора під час одержання ним громадянства США 7 січня 1939 року.
У 1923 році з ініціативи піаніста Артура Рубінштейна завершив розпочатий ще в Києві Фортепіанний концерт і відправився шукати музичної удачі в Париж, де його твір було досить високо оцінений С. П. Дягілєвим, І. Ф. Стравінським і С. С. Прокоф'євим. Дягілєв замовив Дукельському балет «Зефір і Флора», поставлений Леонідом М'ясіним у 1925 році трупою Русский балет Дягилева. У 1928 році в Парижі пройшла прем'єра його Першої симфонії (диригент Сергій Кусевицький). У Франції Дукельский зблизився з Прокоф'євим і з одним з ідеологів євразійців П. П. Сувчинським, опублікував ряд статей в євразійських виданнях, у яких різко протиставив себе «білій» частині російської еміграції. Одночасно композитор писав музику для англійських музичних комедій. У 1929 році повернувся до США.